# Stanajcie (rejon wyłkowyski)
Stanajcie (lit. Stanaičiai) – wieś na Litwie, na Suwalszczyźnie, w rejonie wyłkowyskim w okręgu mariampolskim.
Za Królestwa Polskiego przynależała administracyjnie do gminy Kibarty w powiecie wyłkowyskim.